# 田中長孔綿鳚
田中長孔綿鳚，為輻鰭魚綱鱸形目绵鳚亞目绵鳚科的其中一種，分布於西北太平洋區的日本海域，屬深海底棲性魚類，棲息深度在水深300至900公尺，體長可達64.5公分。